# Liste von Brunnen in Hildesheim
In dieser Liste von Brunnen in Hildesheim sind Brunnen in der niedersächsischen Stadt Hildesheim aufgeführt. Die Liste erhebt keinen Anspruch auf Vollständigkeit.
| Bezeichnung                                    | Bild           | Standort                                                | Künstler                               | Errichtung Einweihung | Weitere Informationen |
| ---------------------------------------------- | -------------- | ------------------------------------------------------- | -------------------------------------- | --------------------- | --- |
| Bugenhagenbrunnen                              | weitere Bilder | Andreasplatz (Lage)                                     | Ulrich Henn                            | 1995                  | Der Brunnen ist Johannes Bugenhagen (1485–1558) gewidmet, einem bedeutenden deutschen Reformator und Weggefährten Martin Luthers. |
| Julius-Wolff-Brunnen oder Renatabrunnen        |                | am Südende der Sedanstraße (Lage)                       | Paul Juckoff                           | 1911                  | Die Einweihung des Brunnens erfolgte am 31. Juli 1911. Er erinnerte an den Dichter und Schriftsteller Julius Wolff (1834–1910) und an dessen zur Zeit der Hildesheimer Stiftsfehde in Hildesheim spielende Dichtung Renata. Die Bronze-Statue der Renata wurde im Zweiten Weltkrieg für Rüstungszwecke eingeschmolzen. Im Zuge der Aufräumarbeiten nach Kriegsende wurde auch der Rest des Brunnens beseitigt. |
| Katzenbrunnen (Hildesheim)                     | weitere Bilder | auf dem Marktplatz der Neustadt (Lage)                  |                                        |                       | Durch den Brunnen soll die Hildesheimer Sage von den „Hexen als Katzen“ dargestellt werden. |
| Marktbrunnen (Hildesheim) (auch Rolandbrunnen) | weitere Bilder | auf dem historischen Marktplatz vor dem Rathaus (Lage)  |                                        | 1540 / 1985           | Der Renaissance-Brunnen, das Vorbild der heutigen Nachbildung, wurde am Michaelistag 1540 in Betrieb genommen. Nach alten Vorlagen von Georg Pencz wurde der Brunnen ab 1985 vollständig neu geschaffen. |
| Rosenbrunnen (Hildesheim)                      | weitere Bilder | Hindenburgplatz (Lage)                                  |                                        | 1978                  | Der von den Harzwasserwerken anlässlich ihres 50-jährigen Bestehens gestiftete Rosenbrunnen bildet den optischen Mittelpunkt des Hindenburgplatzes. Die stilisierte Rose aus Beton soll den Tausendjährigen Rosenstock symbolisieren. (Siehe auch Liste von Rosenbrunnen und Hindenburgplatz) |
| Seelilien-Brunnen                              | weitere Bilder | zwischen Markt- und Rathausstraße „An der Lilie“ (Lage) | Joachim Wolff (Entwurf und Ausführung) | 1983                  | Der Brunnen erinnert an die vor 300 Millionen Jahren im Trias-Meer treibenden und lebenden Seelilien. Aus ihnen bildete sich der Kalkstein, der zum Bau vieler historischer Bauten in Hildesheim verwendet wurde (siehe ) |